# ピリドキサールリン酸
ピリドキサールリン酸（ピリドキサールリンさん、Pyridoxal phosphate、PLP）またはピリドキサール-5'-リン酸（pyridoxal-5'-phosphate、P5P）は、複数の酵素の補欠分子族の1つで、ビタミンB6の活性型である。

## 補酵素としての役割

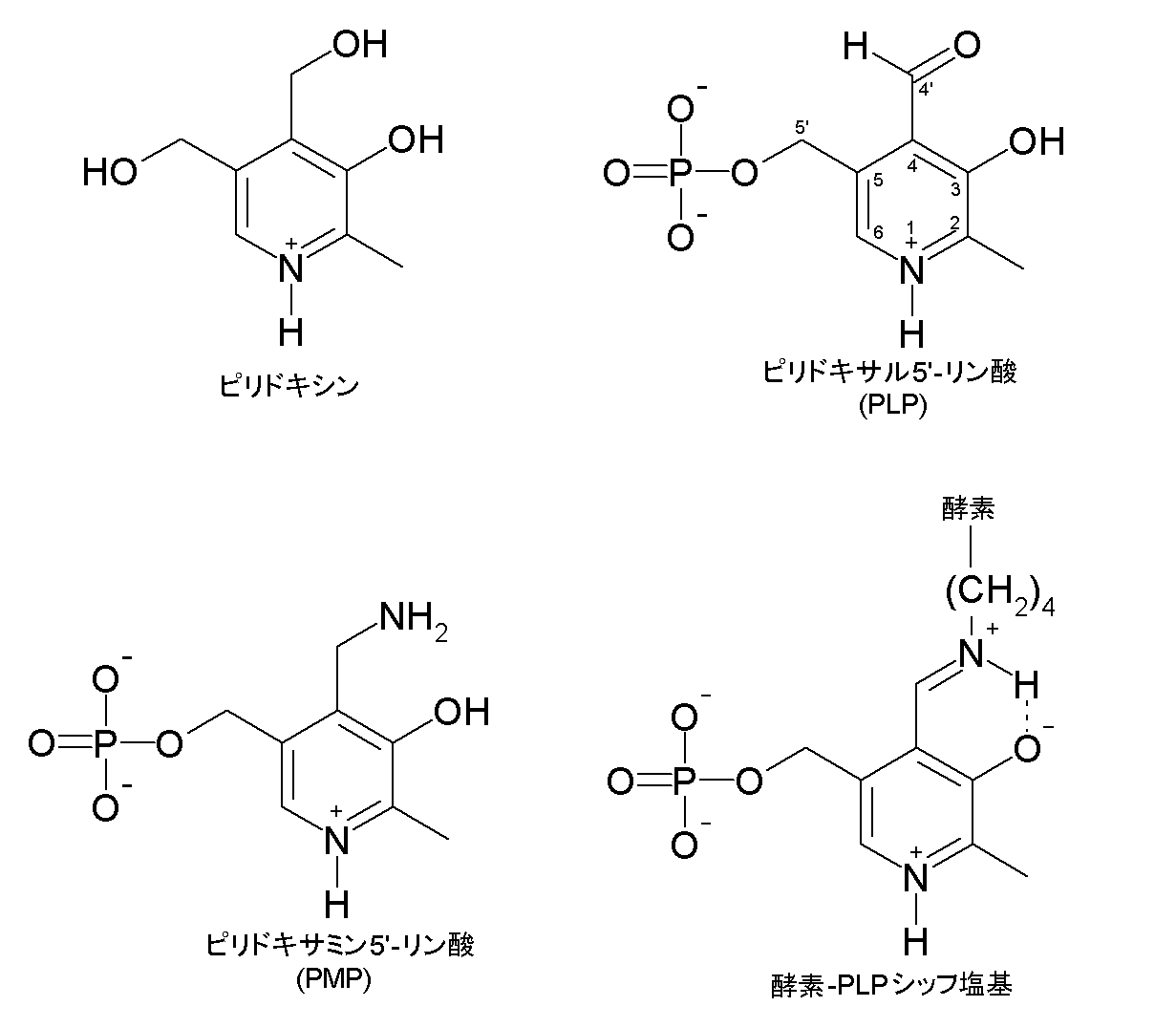
ピリドキサールリン酸（PLP）と、その関連化合物。

ピリドキサールリン酸（PLP）は、アミノ酸の全てのアミノ基転移、幾つかの脱炭酸および脱アミノを行う補酵素である。PLPのアルデヒド基は酵素の特定のリシンのε-アミノ基と結合してシッフ塩基を形成する（分子内アルジミン）。アミノ酸を基質とする酵素の場合、アミノ酸のα-アミノ基と反応すると、リシン残基のε-アミノ基がそれに移し替えられる（分子外アルジミン）。これによって生じるアルジミンは多くの場合脱プロトン化されてキノノイド中間体となる。キノノイド中間体はケトイミンになるために別の位置でプロトンを受容する。生じたケトイミンはアミノ基が複合体に残るように加水分解される事が多い。
PLPはペロサミン、デソサミンのような珍しい糖を合成するアミノトランスフェラーゼ（またはトランスアミナーゼ）によっても使われる。この反応ではPLPはグルタミン酸と反応し、ピリドキサミンリン酸（PMP）を作るためにPLPへそのα-アミノ酸が転移する。PMPはそのアミノ基を糖へ転移させ、アミノ糖を形成していく。
また、PLPはセリンデヒドラターゼ(EC:4.3.1.17)やGDP-4-ケト-6-デオキシマンノース-3-デヒドラターゼ(ColD)などのβ脱離反応、さらにヘム生合成の縮合反応にも関係する。
PLPはリシン代謝のトランスアミナーゼ反応には関係しない。PLPはレボドパをドーパミンへ変換する役割を持つ。PLPは興奮性神経伝達物質のグルタミン酸を、抑止性神経伝達物質のGABAへ転換する。PLPはポリアミンの前駆体であるプロピルアミンを形成するためS-アデノシルメチオニンを脱炭酸する。PLPは脱炭酸を通してヒスチジンをヒスタミンに転換する。

## 生合成と排泄
ピリドキサールリン酸（PLP）はピリドキサールキナーゼ(EC 2.7.1.35) によってピリドキサールから合成される。その際にATPを1分子要する。
なお、不要になったPLPは、脱リン酸化されてピリドキサールに戻され、さらにピリドキサールデヒドロゲナーゼによって酸化されて4-ピリドキシン酸に変換され、主に腎臓から尿中へと排泄される。